# Authaeretis eridora
Authaeretis eridora är en fjärilsart som beskrevs av Edward Meyrick 1886. Authaeretis eridora ingår i släktet Authaeretis och familjen Crambidae. Inga underarter finns listade i Catalogue of Life.